# Breakthrough (bài hát của Twice)
 "Breakthrough" là một bài hát được thu âm bởi nhóm nhạc nữ Hàn Quốc Twice. Đây là đĩa đơn tiếng Nhật thứ năm của nhóm và bao gồm ba ca khúc khác. Bài hát được phát hành kỹ thuật số trước vào ngày 12 tháng 6 năm 2019 và định dạng đĩa đơn CD được phát hành sau đó vào ngày 24 tháng 7 bởi Warner Music Japan.

## Sáng tác
"Breakthrough" được sáng tác bởi Jan Baars, Rajan Muse, Ronnie Icon với phần lời được viết bởi Yu Shimoji. Bài hát được mô tả mang âm hưởng electro-pop kịch tính và có nhiều tiếng kèn hơn và nó "Đại diện cho sự tươi sáng của một ngày hè và ngoài ra còn gợi lên cảm xúc một đêm hè mát mẻ".

## Video âm nhạc
Một video âm nhạc kèm theo bài hát đã được chỉ đạo thực hiện bởi Naive Creative Production và được phát hành vào ngày 111 tháng 6 năm 2019 trên nền tảng YouTube.

## Danh sách bài hát
| Digital download EP | Digital download EP                | Digital download EP |
| STT                 | Nhan đề                            | Thời lượng          |
| ------------------- | ---------------------------------- | ------------------- |
| 1.                  | "Breakthrough"                     | 3:37                |
| 2.                  | "Fancy" (Phiên bản tiếng Nhật)     | 3:36                |
| 3.                  | "Breakthrough" (taalthechoi Remix) | 3:32                |
| 4.                  | "Breakthrough" (Nhạc nền)          | 3:37                |
| Tổng thời lượng:    | Tổng thời lượng:                   | 13:32               |

| First press limited edition A DVD | First press limited edition A DVD         | First press limited edition A DVD |
| STT                               | Nhan đề                                   | Thời lượng                        |
| --------------------------------- | ----------------------------------------- | --------------------------------- |
| 1.                                | "Breakthrough" (Music video)              |                                   |
| 2.                                | "Breakthrough" (Music video making movie) |                                   |

| First press limited edition B DVD | First press limited edition B DVD           | First press limited edition B DVD |
| STT                               | Nhan đề                                     | Thời lượng                        |
| --------------------------------- | ------------------------------------------- | --------------------------------- |
| 1.                                | "One More Time" (Music video Lip sync ver.) |                                   |
| 2.                                | "Jacket Shooting Making Movie"              |                                   |

## Bảng xếp hạng
| Bảng xếp hạng (2019)     | Thứ hạng cao nhất |
| ------------------------ | ----------------- |
| Nhật Bản (Japan Hot 100) | 1                 |
| Nhật Bản (Oricon)        | 2                 |

## Chứng nhận
| Quốc gia                                  | Chứng nhận | Số đơn vị/doanh số chứng nhận |
| ----------------------------------------- | ---------- | ----------------------------- |
| Nhật Bản (RIAJ)                           | Bạch kim   | 250.000^                      |
| ^ Chứng nhận dựa theo doanh số nhập hàng. |            |                               |

## Lịch sử phát hành
| Lãnh thổ       | Ngày                     | Định dạng                  | Hãng đĩa          | Chú thích |
| -------------- | ------------------------ | -------------------------- | ----------------- | --------- |
| Nhiều quốc gia | Ngày 12 tháng 6 năm 2019 | Tải kỹ thuật số, streaming | JYP Entertainment | [ 7 ]     |